# Omer Smet
Omer Karel Alfons Smet (Meerdonk, 13 december 1890 - Sint-Niklaas, 12 juli 1984) was een Belgische atleet, die gespecialiseerd was in het hordelopen. Hij nam eenmaal deel aan de Olympische Spelen, en veroverde op twee verschillende onderdelen zes Belgische titels.

## Biografie
Omer Smet werd in 1919 Belgisch kampioen op de 400 m horden. Hij verbeterde daarbij het Belgisch record tot 58,6 s. Het jaar nadien bracht hij dat record naar 57,2 s. Dat jaar werd veroverde hij de titels op de 110 m horden en 400 m horden. Op dat nummer nam hij ook deel aan de Olympische Spelen van Antwerpen. Hij werd uitgeschakeld in de series. Ook op de 4 x 100 m estafette werd hij met de Belgische ploeg uitgeschakeld in de reeksen. Samen met Jules Migeot, Omer Corteyn en François Morren behaalde hij een zesde plaats op de 4 x 400 m estafette. Ook in 1921 werd hij Belgisch kampioen op beide hordenummers. In 1922 volgde een derde titel op de 110 m horden.
Smet was aangesloten bij KAA Gent.

## Belgische kampioenschappen
| Onderdeel    | Jaar             |
| ------------ | ---------------- |
| 110 m horden | 1920, 1921, 1922 |
| 400 m horden | 1919, 1920, 1921 |

## Persoonlijke records
| Onderdeel    | Prestatie | Datum           | Plaats    |
| ------------ | --------- | --------------- | --------- |
| 400 m horden | 57,6 s    | 8 augustus 1920 | Antwerpen |

## Palmares

### 110 m horden
- 1920:  BK AC - 16,6 s
- 1921:  BK AC - 17,3 s
- 1922:  BK AC - 16,4 s

### 400 m horden
- 1919:  BK AC - 58,6 s (NR)
- 1920:  BK AC - 60,0 s
- 1920: DNF in serie OS in Antwerpen
- 1921:  BK AC - 60,3 s

### 4 x 100 m
- 1920: 4e in serie OS in Antwerpen - 43,7 s

### 4 x 400 m
- 1920: 6e OS in Antwerpen - 3.24,9